# التجنيد في الإمبراطورية الروسية

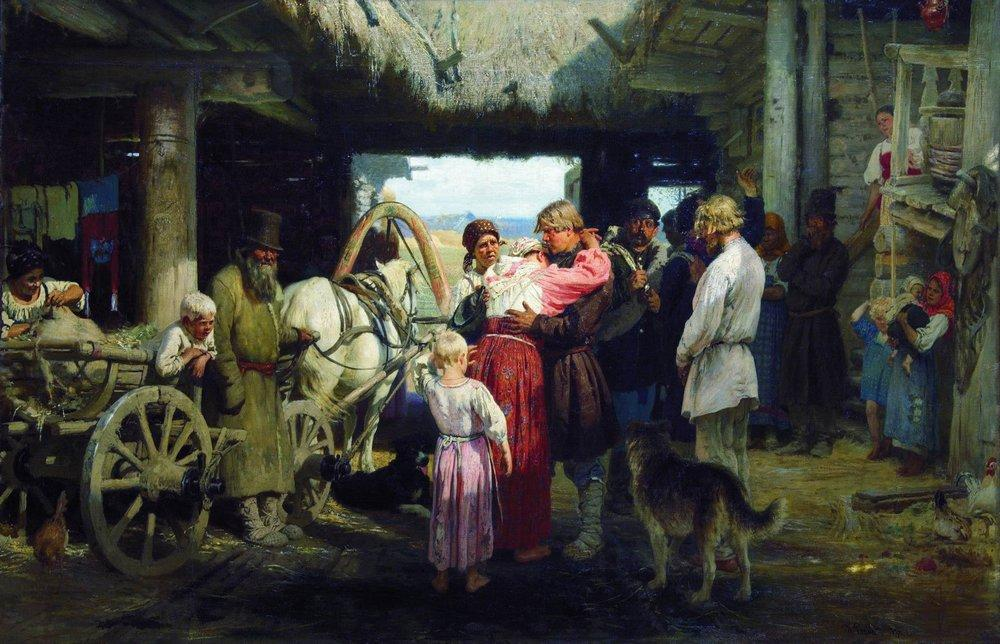

التجنيد في الإمبراطورية الروسية احدث من قبل بيتر الأول. سمي المجندون في الجيش الإمبراطوري الروسي «المعينون» في روسيا (وينبغي عدم الخلط بينه وبين التجنيد الطوعي)، والذي لم يظهر حتى أوائل القرن 20. النظام كان يسمى بالتجنيد الإلزامي (بالروسية: рекрутская повинность)‏.
أبقى القياصرة الروس قبل بطرس الأول في روسيا على فيالق الجنود المسلحة المهنية الوراثية (streltsy باللغة الروسية) التي كانت غير موثوق بها وغير منضبطة. في زمن الحرب تم زيادة القوات المسلحة بالفلاحين. عرض بطرس الأول الجيش النظامى الحديث مبنيا على النموذج الألماني، ولكن مع جانب جديد: ليس بالضرورة أن يكون من النبلاء، كما أعطى العوام الموهوبين في نهاية المطاف الترقيات والتي شملت لقب النبيل في بلوغ رتبة ضابط. وقد بنى تجنيد الفلاحين وسكان المدينة على أساس نظام الحصص في التسوية. في البداية كان يقوم على أساس عدد الأسر، في وقت لاحق أنه كان على أساس عدد السكان.
مدة الخدمة في القرن 18 كانت مدى للحياة. في عام 1793 انخفضت إلى 25 عاما. في عام 1834 انخفضت إلى 20 عاما بالإضافة إلى 5 سنوات، وفي عام 1855 لمدة 12 عاما بالإضافة إلى 3 سنوات في الاحتياط.
بعد هزيمة الروس في حرب القرم في عهد القيصر ألكسندر الثاني، قدم وزير الحرب ديمتري ميليوتين خطة لإصلاح المؤسسة العسكرية في عام 1862. كجزء من عملية الإصلاح، في 1 يناير 1874، النظام الأساسي عن التجنيد وتمت الموافقة من قبل القيصر الذي قدم الخدمة العسكرية الإلزامية لجميع الذكور من سن 20 وعلى المدى لخفض القوات البرية لمدة 6 سنوات بالإضافة إلى 9 سنوات في الاحتياطي. هذا التجنيد خلق مجموعة كبيرة من احتياطي الجيش مستعدة لتعبئتها في حالة حرب، في حين أنها سمحت بجيش أصغر نشط خلال وقت السلم.